# Bailey Sok
Bailey Drew Sok (/beɪli druː sɒk/ ; sinh ngày 24 tháng 2 năm 2004), và thường được biết đến với nghệ danh là Bailey, là một ca sĩ, vũ công chuyên nghiệp và biên đạo múa người Mỹ hiện đang hoạt động tại Hàn Quốc. Sinh ra và lớn lên tại Quận Cam, Bailey bắt đầu học nhảy từ khi mới 12,5 tuổi và đã trở thành giáo viên kiêm biên đạo múa khi mới 14 tuổi. Về sự nghiệp ca hát, cô chính thức ra mắt vào tháng 6 năm 2025 với tư cách thành viên nhóm nhạc hỗn hợp Hàn Quốc AllDay Project, trực thuộc The Black Label, qua đĩa đơn “Famous”.

## Thời thơ ấu
Bailey Drew Sok sinh ngày 24 tháng 2 năm 2004, tại Placentia, Quận Cam, California, trong một gia đình đều là người Hàn. Tên tiếng Hàn của cô ấy là Sok Yu-jin (tiếng Hàn Quốc: 석유진). Hai người chị gái của Sok, vốn cũng tích cực tham gia hoạt động nhảy múa, đã sớm truyền cảm hứng cho cô tiếp xúc với âm nhạc và vận động ngay từ khi còn nhỏ. Bị cuốn hút bởi niềm đam mê nghệ thuật của các chị, Sok bắt đầu học nhảy khi mới 2,5 tuổi. Sau khi được giám đốc của trung tâm dạy nhảy nơi các chị cô theo học giới thiệu, cha mẹ cô đã đăng ký cho cô học các lớp học chính quy, nơi cô được đào tạo về các phong cách cổ điển như nhạc jazz, ba lê và tap, dưới sự hướng dẫn của Molly Long, người chỉ đạo nghệ thuật của một nhóm nhảy thiếu niên chuyên về Jazz và Jazz Funk. Đến năm 5 tuổi, cô đã tham dự khóa học hè chuyên sâu ở Los Angeles do Matt Steffanina giảng dạy. Khi lịch trình công việc ngày càng dày đặc, Sok đã chuyển sang học tại nhà kể từ lớp 8.

## Sự nghiệp

### 2010–2024: Bắt đầu sự nghiệp
Từ năm 6 đến 10 tuổi, Sok đã tích cực tham gia các cuộc thi nhảy trước khi chuyển hướng tập trung vào hip-hop. Cô bắt đầu được công chúng chú ý khi một số màn trình diễn của mình lan truyền trên YouTube, nổi bật nhất trong số đó là tiết mục tại cuộc thi KAR Dance Competition, nhanh chóng thu hút hàng triệu lượt xem chỉ sau một đêm. Khi sức ảnh hưởng trực tuyến của cô ngày càng lớn, Sok sau đó đã trở thành một hiện tượng trên TikTok. Mở rộng kinh nghiệm thi đấu của mình, Sok đã biểu diễn cùng nhóm nhảy với các thành viên đều là nữ mang tên Buns & Roses trong Mùa 9 của chương trình America's Got Talent trước khi tiếp tục tranh tài cùng Kida the Great trong Mùa 4 của World of Dance của NBC.
Đến năm 14 tuổi, cô đã dạy khiêu vũ quốc tế, dẫn dắt các lớp học trên khắp Hoa Kỳ, Úc, Pháp, Nhật Bản, Hàn Quốc, Trung Quốc và Ba Lan. Kỹ năng ngày càng vững vàng của cô đã giúp cô hợp tác với nhiều nghệ sĩ nổi tiếng, bao gồm Janet Jackson, Jason Derulo, Meghan Trainor và Marshmello, và trở thành giáo viên trẻ nhất tại Fair Play Dance Camp 2019 ở Kraków. Cô cũng khẳng định vị thế của mình trong ngành nhảy múa khi được chọn là một trong bốn vũ công biên đạo cho ca khúc "Pop/Stars", đĩa đơn đầu tay của nhóm nhạc nữ K-pop ảo K/DA trong trò chơi Liên Minh Huyền Thoại. Năm 15 tuổi, cô cùng vũ công Mina Myong biên đạo cho ca khúc chủ đề của "Psycho" của Red Velvet, đánh dấu sự khởi đầu sự nghiệp biên đạo K-pop của cô. Kể từ đó, cô đã làm việc với nhiều nghệ sĩ khác nhau, bao gồm: "Idea" của Taemin, "Savage" của Aespa, "Peaches" của Kai và "Shoong" của Taeyang cùng nhiều nghệ sĩ khác.

### 2025–nay: Ra mắt với AllDay Project
Vào tháng 2 năm 2024, một loạt ảnh bị rò rỉ của các thực tập sinh The Black Label, sau này được tiết lộ là các thành viên của nhóm nhạc nữ Meovv của công ty này, đã nhanh chóng lan truyền trên mạng. Nội dung này, thu hút sự chú ý rộng rãi, bao gồm những cái tên nổi bật như Ella Gross, Annie Moon và Sok. Mặc dù cô ấy và Annie không ra mắt với Meovv, nhưng họ đã được giới thiệu chính thức với tư cách là thành viên của AllDay Project vào tháng 6 năm 2025, một nhóm nhạc hỗn hợp gồm 5 thành viên, cũng trực thuộc The Black Label.

## Nghệ thuật

### Phong cách và cách tiếp cận với nhảy múa
Cách tiếp cận nhảy múa của Bailey Sok được hình thành từ cảm xúc và trải nghiệm của cô, cho phép cô diễn giải âm nhạc qua chuyển động một cách đầy năng lượng và biểu cảm của cô sâu sắc kết nối với năng lượng của khoảnh khắc - dù là sự phấn khích và nhịp điệu lấy cảm hứng từ hip-hop thập niên 90 hay là sự phản ánh trạng thái yên tĩnh, lấy cảm hứng từ những giai điệu nhẹ nhàng của jazz và lo-fi. Mỗi màn trình diễn của cô đều là sự chuyển thể trực tiếp từ âm thanh thành chuyển động, thể hiện sự chính xác, sự linh hoạt và khả năng thích ứng.
Sự đa năng của cô bắt nguồn từ nền tảng huấn luyện đa dạng, bao gồm các phong cách cổ điển như ballet và jazz, cũng như vũ đạo hip-hop và phong cách mở. Nền tảng này đã giúp cô phát triển khả năng âm nhạc, kiểm soát cơ thể và khả năng thực hiện các động tác phức tạp một cách chính xác. Cách tiếp cận của Sok nhấn mạnh vào sự chú ý đến từng chi tiết, đảm bảo rằng mọi nhịp điệu, sự chuyển tiếp và sắc thái đều được thể hiện trong màn trình diễn của cô ấy. Khả năng kết hợp nhiều phong cách nhảy khác nhau đã góp phần tạo nên sự hiện diện đặc biệt của cô trong ngành, khiến cho những vũ đạo của cô vừa có được sự năng động vừa tinh tế về mặt kỹ thuật.

### Sự ảnh hưởng
Sok bày tỏ lòng biết ơn sâu sắc đối với 2NE1, Big Bang và Girls' Generation - những nghệ sĩ mà cô đã nghe từ khi còn nhỏ. Cô miêu tả âm nhạc của họ là đầy năng lượng và sôi động, hình thành niềm đam mê của cô với nhảy múa và biểu diễn.

## Hình ảnh công cộng
Vũ công lấy cảm hứng từ Sok là vũ công người Pakistan, tên Reham Rafiq.

## Các dự án khác

### Hợp tác thương hiệu
Sok đã tham gia quảng bá cho các chiến dịch thương hiệu của Samsung và Nike, và hợp tác với Spotify và Roblox trong dự án "Spotify Island's K-Park" của họ.

## Danh sách ca khúc đã biên đạo
| Year | Artist         | Song                                       | Album                     | Ref.              |
| ---- | -------------- | ------------------------------------------ | ------------------------- | ----------------- |
| 2018 | Denim Nicole   | "Lemonade"                                 | Non-album single          | [ 18 ]            |
| 2018 | K/DA           | "Pop/Stars"                                | Non-album single          | [ 19 ]            |
| 2019 | Wengie         | "Empire" (kết hợp với Minnie của (G)I-dle) | Non-album single          | [ 1 ]             |
| 2019 | Red Velvet     | "Psycho"                                   | The ReVe Festival: Finale | [ 20 ]            |
| 2020 | Taemin         | "Idea" (이데아; 理想)                      | Never Gonna Dance Again   | [ 5 ]             |
| 2021 | Shinee         | "Don't Call Me"                            | Don't Call Me             | [ 19 ]            |
| 2021 | Aespa          | "Savage"                                   | Savage                    | [ 5 ]             |
| 2021 | Kai            | "Peaches"                                  | Peaches                   | [ 5 ]             |
| 2022 | Aespa          | "Illusion"                                 | Girls                     | [ 21 ]            |
| 2023 | Taeyang        | "Vibe"                                     | Down to Earth             | [ 9 ]             |
| 2023 | Taeyang        | "Shoong!"                                  | Down to Earth             | [ 9 ]             |
| 2023 | Aespa          | "Spicy"                                    | My World                  | [ 22 ]            |
| 2023 | Jeon Somi      | "Gold Gold Gold"                           | Game Plan                 | [ cần dẫn nguồn ] |
| 2024 | Meovv          | "Meow"                                     | My Eyes Open VVide        | [ cần dẫn nguồn ] |
| 2024 | Meovv          | "Body"                                     | My Eyes Open VVide        | [ 23 ]            |
| 2025 | AllDay Project | "Famous"                                   | Famous                    | [ 24 ]            |
| 2025 | AllDay Project | "Wicked"                                   | Famous                    | [ 25 ]            |

## Danh sách phim đã đóng

### Phim truyền hình
| Năm  | Tiêu đề       | Vai trò       | Ref.   |
| ---- | ------------- | ------------- | ------ |
| 2019 | Zoe Valentine | Vivi Anderson | [ 26 ] |
| 2024 | Dance Rivals  | Lucky         | [ 27 ] |

### Chương trình truyền hình
| Year | Title                      | Role       | Notes                          | Ref.   |
| ---- | -------------------------- | ---------- | ------------------------------ | ------ |
| 2014 | America's Got Talent mùa 9 | Contestant | thành viên nhóm Buns and Roses | [ 1 ]  |
| 2016 | Dance Video Throwdown      | Contestant | —                              | [ 4 ]  |
| 2017 | Dance-Off Juniors          | Contestant | —                              | [ 1 ]  |
| 2018 | World of Dance mùa 2       | Contestant | thành viên nhóm S-Rank         | [ 1 ]  |
| 2020 | World of Dance mùa 4       | Contestant | với Kida Burns                 | [ 28 ] |

### Video âm nhạc đã xuất hiện
| Năm  | Tên bài hát                                               | Nghệ sĩ       | Ref.   |
| ---- | --------------------------------------------------------- | ------------- | ------ |
| 2020 | "Poppin" (hợp tác với Lil Pump và Smokepurpp)             | KSI           | [ 29 ] |
| 2020 | "DRUM GO DUM" (hợp tác với Aluna, Wolftyla và Bekuh Boom) | K/DA          | [ 30 ] |
| 2022 | "She's All I Wanna Be"                                    | Tate McRae    | [ 31 ] |
| 2022 | "Cruel"                                                   | Vương Gia Nhĩ | [ 32 ] |

## Giải thưởng và đề cử
| Giải thưởng                     | Năm  | Hạng mục                                 | Đề cử cho                      | Kết quả   | Nguồn             |
| ------------------------------- | ---- | ---------------------------------------- | ------------------------------ | --------- | ----------------- |
| Adweek Creator Visionary Awards | 2023 | Nhà sáng tạo vũ đạo của năm              | Bailey Sok                     | Đoạt giải | [ 33 ]            |
| Arena Awards                    | 2019 | Ngôi sao đang lên của năm                | Bailey Sok                     | Đoạt giải | [ cần dẫn nguồn ] |
| Industry Dance Awards           | 2017 | Vũ công được yêu thích nhất dưới 17 tuổi | Bailey Sok                     | Đề cử     | [ 34 ]            |
| World Choreography Awards       | 2022 | Nội dung số độc lập                      | "Somebody That I Used To Know" | Đề cử     | [ 35 ]            |